# Flavien de Carthage
Pour les articles homonymes, voir Flavien.
Saint Flavien était un des disciple de Saint Cyprien.
Tous deux, et d'autres compagnons, furent rendus responsables de désordres provoqués dans la ville de Carthage vers 259 et pour cette raison mis à mort.
Il est considéré comme un saint chrétien ; il est fêté le 25 mai,.

## Histoire et tradition
Flavien était responsable de l'Église naissante carthaginoise.
Il fut martyrisé et exécuté avec ses compagnons sous les persécutions de l'empereur Valérien. Avec plusieurs de ses compagnons, dont leur meneur saint Cyprien, le seul que l'histoire retienne, ils furent arrêtés, torturés et décapités, accusés des troubles agitant la cité.
Flavien de Carthage n'a pas été canonisé par l'Église catholique. Il est néanmoins considéré comme saint martyr, tout comme ses amis.
Tout comme Cyprien de Carthage et saint Augustin, il était d'origine berbère.